# 龍鳳配
《龙凤配》（又名《情归巴黎》）改编自撒母耳·A·泰勒（Samuel A. Taylor）的剧本《莎宾娜·菲儿》（Sabrina Fair），后经过撒母耳·A·泰勒、比利·怀尔德（Billy Wilder）和恩斯特·莱赫曼（Ernest Lehman）的修改，于1954年首次搬上银幕，导演为比利·怀尔德（Billy Wilder）。知名影星亨弗莱·鲍嘉、奥黛丽·赫本和威廉·荷顿参与主演。

## 剧情介绍
莱纳斯和戴维同为豪门莱勒比家族的两兄弟：哥哥莱纳斯是一个精明的商人，他把其所有精力一心铺在的家族生意上，从而忽视了他个人的家庭生活以及感情，以致人到中年却依旧过着繁忙的单身生活；而戴维则是一个典型的花花公子，英俊潇洒、风度翩翩，曾经经历了三次失败婚姻的他，虽然表面上一直为家族企业管理一些技术环节的工作，但实际上却终日不务正业，游走在众多美丽的女伴身边。
年轻的女主人公莎宾娜，是莱勒比家族雇佣的家族司机的女儿，她自小便随父亲在莱勒比家族的长岛豪宅里长大，不谙世事的她性格单纯而内向，痴恋着莱勒比家二少爷戴维。可惜面对这只天真烂漫的“丑小鸭”，戴维竟浑然不觉她的存在。这使得莎宾娜伤心欲绝，于奔赴巴黎的前夜瞒着父亲写下一封绝笔书，并决定在莱勒比家的车库里吸尾气自杀，好在关键时刻戏剧性地被莱纳斯及时在车底下发现而自杀“未遂”。灰心丧气的莎宾娜只得孤独地来到巴黎，并依照父亲的意思在那里进行单调而枯燥的高级厨艺培训。
时间一晃便是两年，等到莎宾娜从厨艺学院毕业归来时，她已变成一个美丽端庄、温文尔雅、独立而又自信的女性。她在火车站意外与戴维相遇，也如愿以偿地得到了戴维的青睐。此前，莱纳斯一家为了家族生意已决定让戴维娶富家千金伊丽莎白·泰森为妻，婚礼就在十天后举行。戴维邀请莎宾娜参加晚上的舞会。舞会上，戴维借故支开未婚妻伊丽莎白，并对莎宾娜表现得趋之若鹜的时候，被莱纳斯及父母查觉。莱纳斯向父亲奥利弗表示，为阻止弟弟和莎宾娜私奔，他决定“勾引”莎宾娜。
舞会中，戴维的臀部受伤，使得莱纳斯有机会频频“约会”莎宾娜。这一过程中，莎宾娜却渐渐发现自己喜欢上的，其实是那个平日不苟言笑，外表深沉却内心真挚的莱纳斯。一向敢爱敢恨的莎宾娜再次对自己的爱情表现得义无反顾，并鼓起勇气向莱纳斯表白，并邀莱纳斯与她同游巴黎，却遭到莱纳斯的拒绝。莱纳斯那个坚硬而冰冷的心，却已被莎宾娜真诚而勇敢的热情所融化。
故事的末尾，莎宾娜伤心地登上游艇，准备再次踏上了她孤独的巴黎之旅的时候，终于醒悟的莱纳斯不顾一切地登上了游船，向他心爱的莎宾娜示爱。最后两个有情人终成眷属，一并驶往那个美丽而幸福的春之都。

## 製作

### 演员

亨弗莱·鲍嘉在《龙凤配》中的造型

亨弗莱·鲍嘉是在拍摄前的最后阶段，才被敲定代替加里·格兰特（Cary Grant）饰演莱纳斯一角。但在拍摄过程中，鲍嘉与荷顿相处得并不愉快。鲍嘉当时曾反对赫本出演“莎宾娜”一角，他更希望这个角色能由他的妻子洛琳·白考兒（Lauren Bacall）饰演，尤其是当荷顿与赫本传出许多绯闻之后。当被问到如何评价与赫本的合作的时候，鲍嘉曾抱怨赫本总要不断校对台词，并毫无忌讳地指名她的毫无经验——“一个场景重拍20次是很常见的事。”但相比于鲍嘉对待其他剧组成员的态度，这已经算是很“客气”的了：在整个拍摄过程中，鲍嘉对整个剧组一直表现得极不耐烦；深信自己的參與是一个极其错误的决定；对自己未成为男主角的首选始终耿耿于怀；对怀尔德、荷顿个人相当不满。但尽管如此，鲍嘉最后还是成功地塑造出了“莱纳斯”这个极富个人魅力并家喻户晓的角色，这也是鲍嘉整个艺术生涯中的最大的亮点之一。
凭借本片，鲍嘉最终获得了300,000美元的片酬，荷顿为150,000美元，而赫本拍摄本片的片酬仅仅为15,000美元。尽管艾迪丝·海德（Edith Head）凭借本片获得了奥斯卡最佳服装设计奖，但影片中绝大部分的服饰却出自赫本的“私人设计师”于贝尔·德·纪梵希（Hubert de Givenchy）之手——莎宾娜的身着的服饰，大都是由这位大师或赫本本人精挑细选的。这是赫本首次与这位杰出的法国天才服装设计师合作，却也使赫本与“纪梵希”品牌结下了终身的不解之缘。
本片拍摄之后，赫本的发型再一次成为“时尚”的代名词（第一次记录是在《罗马假期》一片中创下的），成为众多女性们竞相模仿的典範。在赫本的演艺生涯中，共有四次饰演这样的“老少配”（配演对手戏的男主角都到了足以成为她的父亲的年龄）角色的经历，而《龙凤配》是其中的第一次。
在拍摄过程中，赫本与荷顿坠入情网。但当赫本得知她将无法为荷顿生儿育女的时候，她随即结束了这段关系。

### 剧本
影片制作初期时并没有一个完整的剧本。莱赫曼是与怀尔德一道，在影片拍摄过程中不断对小说原作进行修改。由于剧本修改的工作量太大，怀尔德曾请求赫本佯装生病，以换取更多的时间完成下一幕戏的剧本。
由于随机性太强，一日鲍嘉便因为莱赫曼没有为其准备好一幕戏的拷贝件而勃然大怒。事后怀尔德也向全剧组宣布，若鲍嘉不向莱赫曼道歉，便将无限期停止拍摄。这使得鲍嘉最终不得不向莱赫曼道歉，而拍摄工作也才得以重新开始。

### 玫瑰人生
电影中赫本吟唱的法国著名歌曲《玫瑰人生》，当时就早已是家喻户晓了。而赫本唱这首歌的本意，便是为了表现莎宾娜从巴黎归来时再遇莱纳斯时，那种努力把握自己幸福，和拥有“像玫瑰一般的人生”的自信与企盼。

## 奖项
奥斯卡：
- 最佳服装设计奖-Edith Head
- 最佳导演提名
- 最佳改编剧本提名
- 最佳摄影提名
- 最佳女主角提名
- 最佳艺术指导提名- Hal Pereira，Walter Tyler，Sam Comer 和 Ray Moyer